# Dose-Response
Dose-Response ist eine wissenschaftliche Fachzeitschrift, die von der International Dose-Response Society veröffentlicht wird. Die Zeitschrift wurde 2003 unter dem Namen Nonlinearity in Biology, Toxicology, and Medicine gegründet. Im Jahr 2011 wurde der Name in Dose-Response geändert. Die Zeitschrift erscheint derzeit mit vier Ausgaben im Jahr. Es werden Arbeiten veröffentlicht, die sich mit Dosis-Wirkungsbeziehungen beschäftigen.
Der Impact Factor lag im Jahr 2014 bei 1,217. Nach der Statistik des ISI Web of Knowledge wird das Journal mit diesem Impact Factor in der Kategorie Pharmakologie und Pharmazie an 201. Stelle von 254 Zeitschriften und in der Kategorie Radiologie, Nuklearmedizin und medizinische Bildgebung an 92. Stelle von 125 Zeitschriften geführt.